# Ivan Sergei
Ivan Sergei est un acteur, réalisateur et scénariste américain, né  le 7 mai 1971 à Hawthorne dans le New Jersey. Il est également crédité sous le nom de Keith McKenna.

## Biographie
Ivan est d'origine hollandaise et italienne.

### Jeunesse et formations
Ivan Sergei est né le 7 mai 1971 à Hawthorne dans le New Jersey.
En 1989, il est diplômé au lycée d’Hawthorne (Hawthorne High School), dont il a aussi été le quaterback de l'équipe des Hawthorne Cubs.

### Carrière
Après quelques petites apparitions à la télévision et au cinéma, Ivan Sergei est finalement remarqué par les jeunes spectateurs grâce au téléfilm Les Repentis (Once a Thief) de John Woo en 1996. Même année, il reprend son personnage pour la série télévisée Les Repentis (Once a Thief) qu’il poursuit jusqu’en 1998, en même temps des téléfilms de suite Les Repentis 2 (Once a Thief: Brother Against Brother) de Allan Kroeker et David Wu (1997) et Les Repentis 3  (Once a Thief: Family Business) de T.J. Scott (1998).
En 2005, il est engagé à interpréter Henry Mitchell, petit ami et, ensuite, mari de Paige Matthews — personnage joué par Rose McGowan, dans Charmed aux côtés de Holly Marie Combs et Alyssa Milano jusqu’en 2006.
En 2006, il joue un rôle mineur avec Jennifer Aniston et Vince Vaughn dans La Rupture (The Break-Up) de Peyton Reed.
En 2008, il tient le rôle principal Jack Hunter dans Jack Hunter et le Trésor perdu d'Ugarit (Jack Hunter and the Lost Treasure of Ugarit) de Terry Cunningham.
En 2019, il rejoint le casting récurrent de la série BH90210, le reboot de la série Beverly Hills 90210 dans le rôle de Nate, le mari fictif de Tori Spelling. La série est diffusée depuis le 7 août 2019 sur la Fox.

### Vie privée
En 2003, Ivan Sergei et sa femme Tanya se marient. En 2009, ils divorcent après six ans de mariage. La même année, il a été en couple pendant 1 an avec Krysten Ritter.

## Filmographie

### En tant qu’acteur

#### Films
- 1995 : Ghoul School de Timothy O'Rawe : O'Rawe (vidéo)
- 1995 : Esprits rebelles (Dangerous Minds) de John N. Smith : Huero
- 1995 : Gunfighter's Moon de Larry Ferguson : Spud Walker
- 1997 : Sexe et autres complications (The Opposite of Sex) de Don Roos : Matt Mateo
- 1999 : Les Joies du mariage (The Big Day) de Ian McCrudden : John
- 2000 : Playing Mona Lisa de Matthew Huffman : Eddie / Carl / Ben
- 2003 : Le Casse (Scorched) de Gavin Grazer : Mark
- 2006 : La Rupture (The Break-Up) de Peyton Reed : Carson Wigham
- 2012 : Jewtopia de Bryan Fogel : Christian O'Connell
- 2012 : Vamps de Amy Heckerling : le détective
- 2017 : Broken Memories de Amy Heckerling : Levi
- 2018 : Lafayette de Marvin Glover : Bobby

Prochainement
- The Butterfly Guard de Michael Worth : Trevor Bowie
- Magic Max de James D. Fields : Max Hart
- Break Even de Shane Stanley : l’agent Leaman

#### Courts métrages
- 1998 : Airtime de Rolf Kestermann
- 2006 : KomA de Johannes Sievert : Mark
- 2012 : Malachi IX de Marquette Williams : Daren Corbett
- 2015 : Dead End de Jay Torres

#### Téléfilms
- 1994 : Mariage bionique (Bionic Ever After?) : Astaad Rashid
- 1995 : De l'amour à l'enfer (If Someone Had Known) de Eric Laneuville : Jimmy Petit
- 1996 : Star Command de Jim Johnston : Phillip Jackson
- 1996 : The Rockford Files: Friends and Foul Play de Stuart Margolin : Corey Honeywell
- 1996 : Les Repentis (Once a Thief) de John Woo : Mac Ramsey
- 1996 : Si près du danger (Mother, May I Sleep with Danger?) de Jorge Montesi : Billy Jones, alias Kevin Shane
- 1997 : Les Repentis 2 (Once a Thief: Brother Against Brother) de Allan Kroeker et David Wu : Mac Ramsey
- 1998 : Les Repentis 3 (Once a Thief: Family Business) de T.J. Scott : Mac Ramsey
- 2006 : La Fille du Père Noël (Santa Baby) de Ron Underwood : Luke Jessup
- 2008 : To Love and Die de Mark Piznarski : Blue
- 2009 : Sur le fil (High Noon) de Peter Markle : Duncan Swift
- 2010 : Au bénéfice du doute (A Trace of Danger) de Terry Ingram : Dave
- 2010 : Une illusion d'amour (Sundays at Tiffany's)  de Mark Piznarski : Hugh Morrison
- 2011 : Wright vs. Wrong  de Andy Fickman : Darren
- 2011 : Le Prix d'une vie (Final Sale) de Andrew C. Erin : Ryan Graves
- 2012 : Passion trouble de Michael Feifer : Nick Reese
- 2013 : Portées disparues (Hidden Away) de Peter Sullivan : Andrew
- 2014 : Fatal Instinct de Luciano Saber : Jack Gates
- 2014 : Teach Me Love (Some Kind of Beautiful) de Tom Vaughan : Tom
- 2016  : Descente en eaux troubles (Eyewitness) de Fred Olen Ray : Frank
- 2016  : Sexe, mensonges et Vampires (Mother, May I Sleep with Danger?) de Melanie Aitkenhead : le professeur

#### Séries télévisées
- 1994 : Les Anges du bonheur (Touched by an Angel) : Peter Enloe (saison 1, épisode 2 : L'Ultime Rencontre (Show Me The Way Home))
- 1995 : Cybill : Kelly (saison 1, épisode 1 : Vierge, mère et croulante (Virgin, Mother, Crone))
- 1996 : La Vie à cinq (Party of Five) : Sean (saison 2, épisode 17 : Les Retrouvailles de la Saint-Valentin (Valentine's Day))
- 1996 : Kindred : Le Clan des maudits (Kindred: The Embraced) : Zane (saison 1, épisode 5 : Les vampires ont aussi leurs droits (Live Hard, Die Young, and Leave a Good-Looking Corpse))
- 1996-1998 : Les Repentis (Once a Thief) : Mc Ramsey (23 épisodes)
- 1999-2001 : Jack and Jill (Jack & Jill) : David « Jill » Jillefsky (33 épisodes)
- 2002 : Wednesday 9:30 (8:30 Central) : David Weiss (8 épisodes)
- 2003-2004 : Preuve à l'appui (Crossing Jordan : Dr Peter Winslow (22 épisodes)
- 2004 : Magnitude 10,5 (10.5 : Dr Zack Nolan (2 épisodes)
- 2004 : Hawaii : Danny Edwards (8 épisodes)
- 2005-2006 : Charmed : Henry Mitchell (11 épisodes)
- 2007 : Drive : Alex Tully (saison 1, épisode 0 : Unaired Pilot)
- 2008 : Les Experts : Miami (CSI: Miami) : Greg Donner (saison 7, épisode 4 : Tous les coups sont permis (Raging Cannibal))
- 2008-2009 : Jack Hunter et le Trésor perdu d'Ugarit (Jack Hunter and the Lost Treasure of Ugarit) : Jack Hunter (3 épisodes)
- 2008-2009 : American Wives (Army Wives) : Collins Richards (2 épisodes)
- 2009 : Warehouse 13 : Ross (saison 1, épisode 3 : Magnétisme (Magnetism))
- 2010 : Gravity : Robert (10 épisodes)
- 2012 : Mentalist (The Mentalist) : Gabe Mancini, l’agent du FBI (2 épisodes)
- 2013 : Les Experts (CSI) : Ivan Cafferty (saison 13, épisode 12 : Jeu, set et meurtre (Double Fault))
- 2013 : Body of Proof: Sergei Damanov (saison 3, épisode 6 : Matriochka (Fallen Angel))
- 2014 : Twisted: Jack Taylor (8 épisodes)
- 2014-2015 : Granite Flats : Roy Milligan (7 épisodes)
- 2015 : Castle : Cole Whitfield (saison 7, épisode 13 : Devant mes yeux (I, Witness))
- 2015 : NCIS : Nouvelle-Orléans (NCIS: New Orleans) : John Russo, agent de la sécurité intérieure (3 épisodes)
- 2019 : BH90210 : Nate (3 épisodes)

### En tant que scénariste et réalisateur
- 2002 : Rebellion

## Voix françaises
En France, la voix régulière d'Ivan Sergei est Adrien Antoine.